# Lía Schenck
Lía Schenck (Juan Lacaze, 1964) es una maestra, autora, periodista y psicóloga uruguaya. 

## Trayectoria
Vivió veinte años en Buenos Aires y publicó sus libros en Argentina y España, donde también ha trabajado como docente.
En 2008 obtuvo el Premio Bartolomé Hidalgo de literatura infantil.
En 2019 fue galardonada con el Premio Nacional de Literatura de Uruguay categoría infantil en 2009 por el libro Historias de Pueblo Chico; y con el Premio Legión del Libro otorgado por la Cámara Uruguaya del Libro. Actualmente reside en Malvín en Montevideo

## Libros
- 2007, Historias de Pueblo Chico.
- 2008, Lluvia para un florero
- 2009, ¡Hay que salvar a Renato!
- 2009, Entre tiempos
- 2014, El cumpleaños de Timotea.
- 2016, GPS a pueblo chico
- 2017, La turbonada.
- 2017, Crónicas nómades